# SN 1996bm
SN 1996bm – supernowa nieznanego typu odkryta 4 października 1996 roku w galaktyce A004440-6344. W momencie odkrycia miała maksymalną jasność 20,50m.